# Verkehrsunternehmensdatei
In der Verkehrsunternehmensdatei werden seit 2012 Daten von Verkehrsunternehmen erfasst. Diese stehen der Öffentlichkeit und den Behörden zur Verfügung.

## Daten
Die gespeicherten Daten umfassen:
- Name des Unternehmens
- Rechtsform des Unternehmens
- Informationen über den Verkehrsleiter
- Anzahl der Fahrzeuge
- bestimmte Tatbestände bei nicht ordnungsgemäßer Unternehmensführung
- Versagung nach dem Personenbeförderungsgesetz oder dem Güterkraftverkehrsgesetz

## Schnittstelle
Eine Schnittstelle für Fachverfahren steht im XML-Format zur Verfügung.

## Zuständige Behörde
Die zuständige Behörde ist das Bundesamt für Logistik und Mobilität.

## Rechtsgrundlage
- Verordnung zur Durchführung der Verkehrsunternehmensdatei nach dem Güterkraftverkehrsgesetz
- Verordnung (EG) Nr. 1071/2009